# منزل الطريق
بيت الطريق (الولايات المتحدة) أو منزل التوقف (كندا) أو سرائي (شبه القارة الهندية) هي مؤسسة تجارية مبنية عادةً بالقرب من طريق أو على طريق سريعة رئيسية تقدم خدمات للمسافرين. يختلف معنى الكلمة قليلاً حسب البلد. يُعرف المكافئ التاريخي غالبًا باسم نزل التدريب، حيث يقدم الطعام والشراب والراحة للناس والخيول.

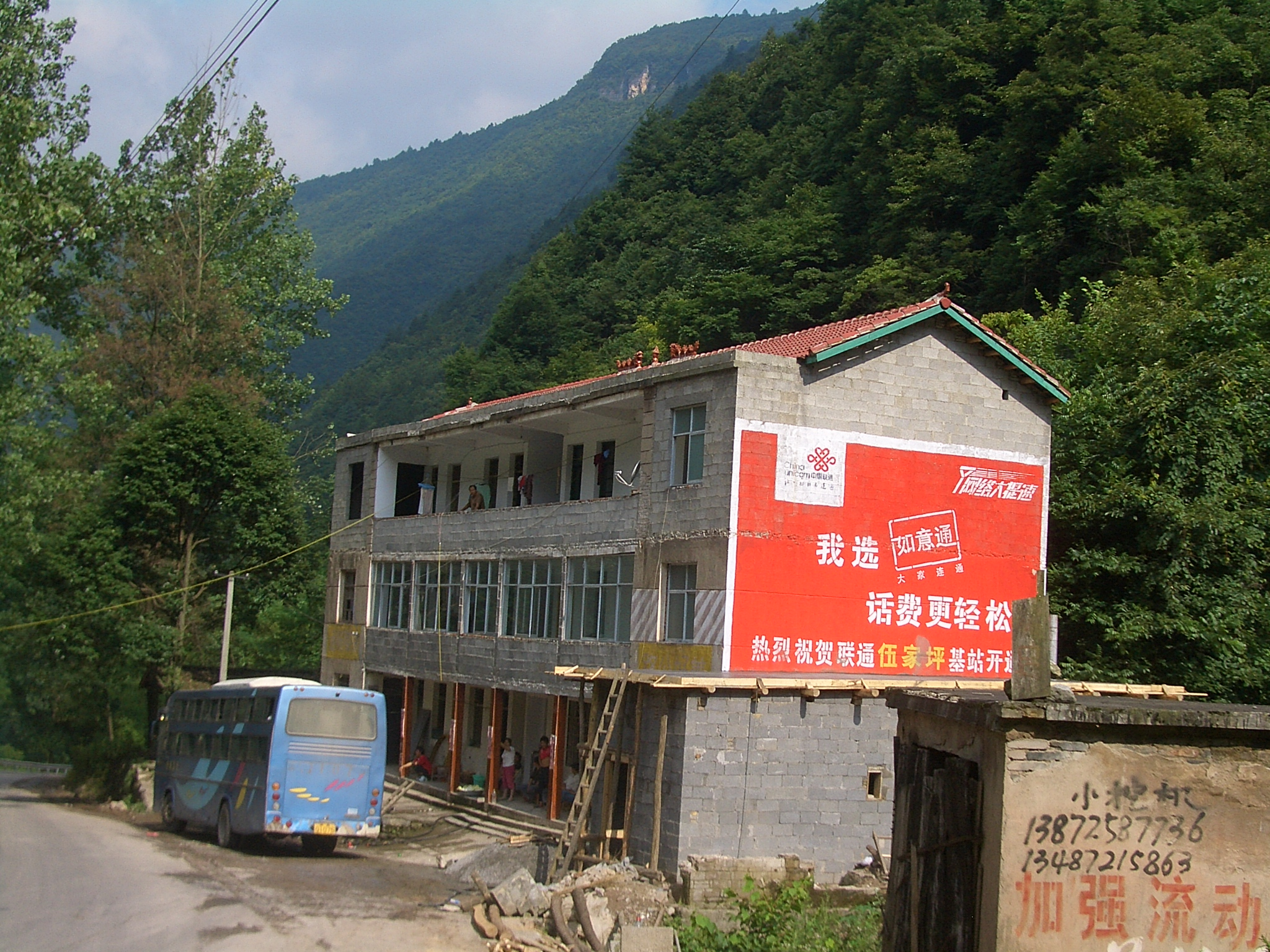
منزل الطريق على طريق الصين الوطني 209 في جاوبياو تونشيب ، مقاطعة كسي نشان هيبي، يبدو أنه يستخدم كمحطة توقف للحافلات ذات المسافات الطويلة

## أمريكا الشمالية

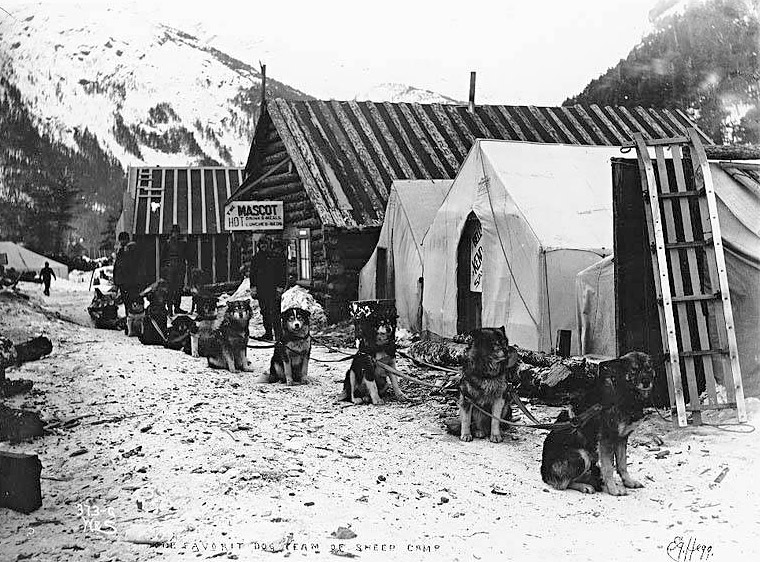
منزل الطريق على طول درب إلى كلوندايك ، يوكون ، 1898

يعمل (منزل الطريق) كمطعم يقدم الوجبات، وخاصة في المساء. يحتوي على بار يقدم البيرة أو المشروبات الكحولية الصلبة ويتميز بالموسيقى والرقص والمقامرة في بعض الأحيان. تقع معظم المنازل في الطرق السريعة أو الطرق في المناطق الريفية أو في ضواحي المدن. توفر المساكن المبكرة أماكن إقامة للمسافرين، ولكن مع ظهور وسائل نقل أسرع من المشي أو ركوب الخيل أو العربات التي تجرها الخيول، فإن القليل منهم يقدمون الآن غرفًا تسمح لهم بذلك. تمتلك المنازل السكنية صورة مشكوك فيها بعض الشيء، على غرار هونكي تونكس. تم تصوير هذا النوع من الطريق في أفلام مثل: وايلد وان، ايزي رايدر ومنزل التوق
تاريخيا، نشأت البيوت عندما بدأت أعداد كبيرة من الناس في الانتقال إلى الحدود. في غرب كندا، كانت تعرف باسم منازل التوقف. من تسعينيات القرن التاسع عشر في ألاسكا ويوكون، بدءًا من الذروة الذهبية،  كانت البواخر عبارة عن نقاط تفتيش حيث كان سائقو الكلاب (الزلاجات، أو زلاجات الكلاب)، الزلاجات التي تجرها الخيول، والناس على أحذية الثلج (الزلاجات), أو المشي يتوقفون بين عشية وضحاها ليجلسون في المأوى وتناول وجبة ساخنة. يمكن رؤية بقايا مبنى كلوندايك غولد راش اليوم جنوب كارماكس، يوكون على طول طريق كلوندايك السريع. تم بناء بلاك رابيدز منزل رودهاوس في عام 1902 ؛ ويوجد أيضا منزل طريق لا يزال يعمل هو ريكا لاندينغ رودهاوس.

## أستراليا

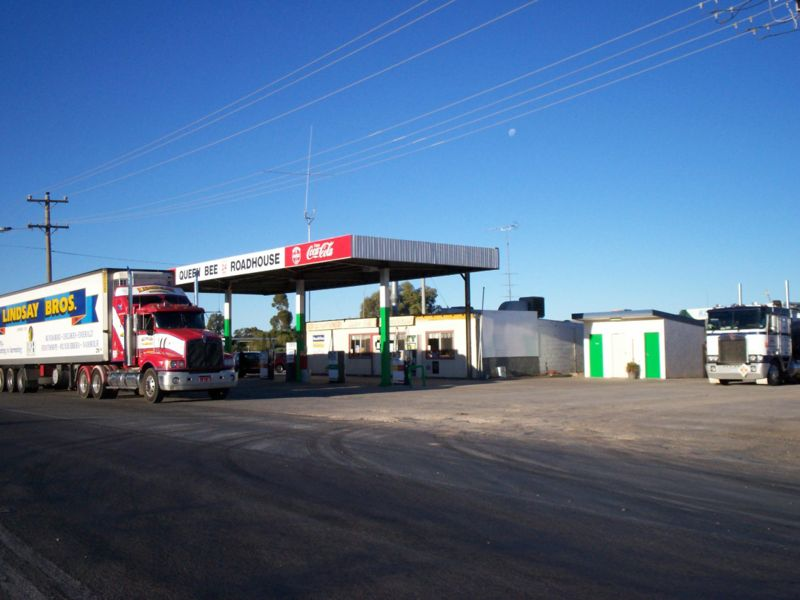
ذا كوين بي منزل الطريق في أوين ، فيكتوريا ، أستراليا.

في أستراليا،منزل الطريق هو محطة تعبئة (محطة خدمة) على الطرق الرئيسية بين المدن. يبيع منزل الطريق الوقود ويوفر الصيانة والإصلاحات للسيارات، ولكنه يحتوي أيضًا على «مطعم» مرفق (يشبه إلى حد كبير المقهى أو العشاء) لبيع وتقديم الطعام الساخن للمسافرين. عادة ما تكون المنازل المخصصة للوقوف بمثابة مواقف للشاحنات، حيث توفر مساحة لوقوف الشاحنات والحافلات نصف المقطورة، وكذلك تقديم الطعام للمسافرين في السيارات الخاصة. في المناطق النائية مثل نيولا بور، يوفر منزل الطريق أيضًا أماكن إقامة على طراز الموتيل ومرافق التخييم.

## بريطانيا

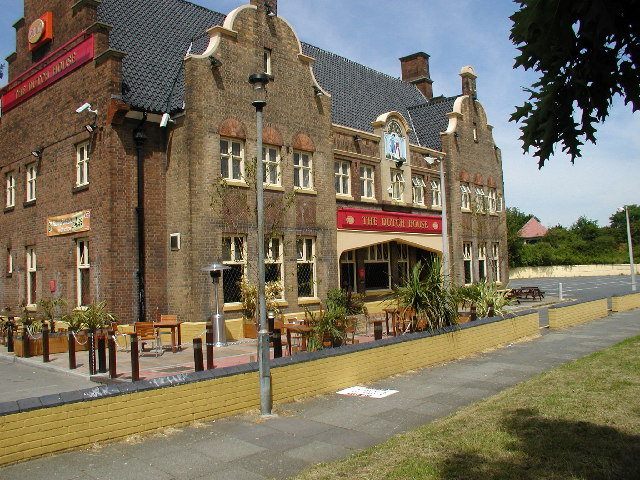
ذا دوتش هاوسس نزل مدرب بريطاني نموذجي في ثلاثينيات القرن العشرين على طريق أ20 المزدحم في إلثام ، لندن الكبرى.

في بريطانيا، تم تسمية المساكن على جانب الطريق من هذا النوع بنزل التدريب. كما هو الحال في بلدان أخرى، كانوا في الأصل مكانًا على الطريق للأشخاص الذين يسافرون سيرًا على الأقدام أو عن طريق الحصان للبقاء في الليل، لكنهم اليوم غالبًا ما يكونون مطاعم أو حانات بدون سكن. ومع ذلك، حافظت العديد من النزل التدريب وخاصة تلك الموجودة في المقاطعات الريفية على سكنهم ليصبحوا مبيت وإفطار أو فنادق ريفية. مع ظهور السفر المشهور بواسطة السيارات في العشرينيات والثلاثينيات من القرن العشرين ظهر نوع جديد من الحانة على جانب الطريق، وغالبًا ما تقع على الطرق والشرايين التي تم بناؤها حديثًا. كانت مؤسسات كبيرة تقدم الوجبات والمرطبات والإقامة لسائقي السيارات والحفلات التي يسافرون بواسطة شاربانس. تضم أكبر الحانات مرافق مثل ملاعب التنس وحمامات السباحة. انتهت شعبيتها مع اندلاع الحرب العالمية الثانية عندما أصبح السفر على الطرق الترفيهية أمرًا مستحيلًا، وظهور تشريع لقيادة المشروبات بعد الحرب منع الشفاء التام.

## اسبانيا
تم إنشاء منازل الطريق (بالإسبانية: casas de postas) في المدن الرئيسية وعلى طول الطرق الرئيسية. قدم أسياد البريد خيولًا جديدة، وأحيانًا عربات وإقامة ليلية ليقوم باستخدامها ضباط الملكية يطلق عليهم بوستيللونيس، والذين كانوا يرتدون الزي الرسمي المرخص لهم بإجراء الركاب والبضائع والرسائل على طول طرق محددة.

## في الثقافة الشعبية
•«روود هاوس بلوس»، أغنية ل ذا دور.
• ذا روود هاوس فروم توين بياكس، بار موسيقى محلي في ضواحي المدينة الرئيسية.
• روود هاوس (فيلم 1989)، بطولة باتريك سويزيكحارس بار.